# John Cocke
John Cocke (* 30. Mai 1925 in Charlotte, North Carolina; † 16. Juli 2002 in Valhalla, New York) war ein amerikanischer Informatiker, der große Beiträge zur Rechnerarchitektur und zur Compiler-Optimierung geleistet hat. Er gilt als Schöpfer der RISC-Architektur.

## Biografie
John Cocke studierte an der Duke University, wo er 1946 seinen Bachelor in Maschinenbau und 1956 seinen Ph.D. in Mathematik machte. Cocke verbrachte seine gesamte Karriere von 1956 bis 1992 als Forscher bei IBM. Daneben war er Gastprofessor am MIT und am Courant Institute of Mathematical Sciences of New York University.
1970 entwickelte er unabhängig von Daniel Younger, Tadao Kasami und anderen den Cocke-Younger-Kasami-Algorithmus zur Lösung des Wortproblems. 1974 schuf er mit Lalit Bahl, Frederick Jelinek und Josef Raviv den BCJR-Algorithmus zur Dekodierung von Block- und Faltungscodes. 1975 entwickelte er am Thomas J. Watson Research Center das RISC-Konzept für den Minicomputer IBM 801, indem er dessen Befehlssatz-Design an die vergleichsweise simplen tatsächlich von Compilern genutzten Instruktionen anpasste und so hohe Performance zu niedrigen Kosten ermöglichte. Schon zuvor befasste Cocke sich auch intensiv mit Compileroptimierung, ohne die ein RISC-Rechner nicht sinnvoll eingesetzt werden kann.
1972 wurde er IBM Fellow, 1979 Mitglied der National Academy of Engineering. 1985 wurde ihm der Eckert-Mauchly Award verliehen, 1986 wurde er Fellow der American Academy of Arts and Sciences. 1987 bekam er den Turing Award, 1988 einen Ehrendoktortitel der Duke University, 1991 die National Medal of Technology. 1993 wurde er gewähltes Mitglied der National Academy of Sciences und 1995 der American Philosophical Society, 1994 erhielt er die National Medal of Science und die John-von-Neumann-Medaille, 1999 den Seymour Cray Computer Engineering Award und 2000 die Benjamin Franklin Medal. John Cocke starb am 16. Juli 2002 in Valhalla, New York im Alter von 77 Jahren.